# Řád koruny krále Zvonimira
Řád koruny krále Zvonimíra (chorvatsky: Red krune kralja Zvonimira) byl řád udělovaný Nezávislým státem Chorvatsko na počest chorvatského krále Dimitrije Zvonimíra. Založen byl 15. května 1941 Ante Pavelićem za zásluhy. Nositelé vyšších tříd nosili titul rytíře.

## Velkokříž s hvězdou
- Vladimir Laxa
- Ivan Perčević
- Adolf Sabljak

## Kříž 1. třídy s hvězdou
- Vilko Begić
- Fedor Dragojlov
- Gjuro Grujić
- Artur Gustović
- Đuro Jakčin
- Franjo Lukac
- Josip Metzger
- Tomislav Sertić
- Slavko Štancer
- Helmuth von Pannwitz

## Kříž 1. třídy s meči
- Johannes-Rudolf Mühlenkamp
- Miroslav Navratil
- Odilo Globocnik

## Kříž 1. třídy
- Hans Baur
- Hans Henrici
- Ferdinand Jodl
- Otto Kumm

## Kříž 3. třídy
- Eduard Bunić
- Ernst Hildebrandt